# Ganzibra

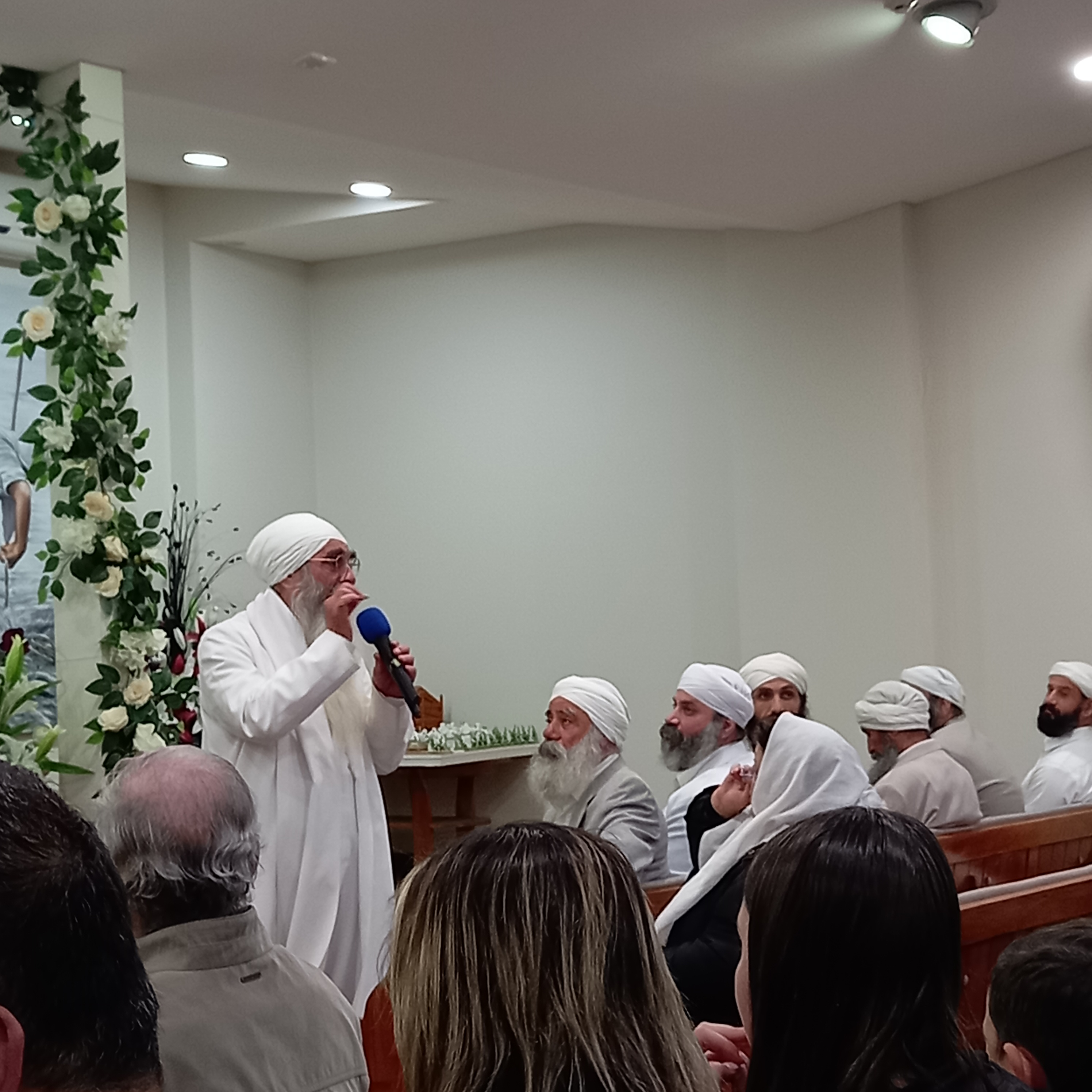
Le ganzibra Salah Choheili au micro.

Le ganzibra est un grand prêtre en Mandéisme. Les tarmida (en)s, ou prêtres subalternes, ont un rang inférieur aux ganzibras.
Symboliquement, les ganzibras sont considérés comme des uthra (en)s terrestres (Tibil (en)). Leurs responsabilités comprennent l'exécution de la masbuta (en), de la masiqta (en), des qabin (en) et d'autres rituels, qui ne peuvent tous être exécutés que par des prêtres. Ils doivent préparer leur propre nourriture pour maintenir la pureté rituelle. Il est également interdit aux ganzibras de consommer des stimulants tels que le vin, le tabac et le café.

## Ordination
Les ganzibras passent par un ensemble élaboré de rituels d'initiation distincts de ceux pratiqués pour les tarmidas. Selon Drower (1937), une ganzibra ne peut être initiée qu'immédiatement avant la mort d'un membre pieux de la communauté mandéenne. Deux ganzibras et deux shganda (en)s sont nécessaires pour effectuer l'initiation.
La bukra est la première masiqta exécutée par un prêtre ganzibra juste après l'ordination.